# Młosino-Lubnia
Młosino-Lubnia este o arie protejată (sit de importanță comunitară — SCI) din Polonia întinsă pe o suprafață de 2.469,49 ha, integral pe uscat.

## Localizare
Centrul sitului Młosino-Lubnia este situat la coordonatele 53°55′23″N 17°50′28″E / 53.9231°N 17.8412°E.

## Înființare
Situl Młosino-Lubnia a fost declarat sit de importanță comunitară în aprilie 2004 pentru a proteja 1 specie de plante și 6 specii de animale.

## Biodiversitate
Situată în ecoregiunea continentală, aria protejată conține 14 habitate naturale: Ape oligotrofe din câmpii nisipoase, cu un conținut foarte redus de minerale (Littorelletalia uniflorae), Ape stătătoare oligotrofe până la mezotrofe, cu vegetație de Littorelletea uniflorae și/sau de Isoëto-Nanojuncetea, Ape puternic oligomezotrofe cu vegetație bentonică cu Chara spp., Lacuri eutrofice naturale cu vegetație de tip Magnopotamion sau Hydrocharition, Lacuri și iazuri distrofice naturale, Pajiști uscate europene, Turbării active, Mlaștini turboase de tranziție și turbării mișcătoare, Depresiuni pe substraturi de turbă de Rhynchosporion, Mlaștini alcaline, Păduri acidofile de stejar bătrân cu Quercus robur pe câmpii nisipoase, Mlaștini împădurite, Păduri aluvionare cu Alnus glutinosa și Fraxinus excelsior (Alno-Padion, Alnion incanae, Salicion albae), Păduri central-europene de pin scoțian cu licheni.
La baza desemnării sitului se află mai multe specii protejate:
- plante (1): Luronium natans
- mamifere (3): castor (Castor fiber), vidră de râu (Lutra lutra), liliac de iaz (Myotis dasycneme)
- nevertebrate (2): libelule (Leucorrhinia pectoralis), Ophiogomphus cecilia
- pești (1): zvârluga (Cobitis taenia)